# 拉克鲁瓦欧布瓦
拉克鲁瓦欧布瓦（法語：La Croix-aux-Bois，法語發音：[la kʁwa o bwa]）是法国大東部大區阿登省的一个市镇，属于武济耶区。

## 地理
拉克鲁瓦欧布瓦（49°24'10"N, 4°47'36"E）面积5.77 平方千米，位于法国大東部大區阿登省，该省份为法国北部内陆省份，西接埃纳省，南至马恩省，东临默兹省，北与比利时接壤。
与拉克鲁瓦欧布瓦接壤的市镇（或旧市镇、城区）包括：巴莱、布尔特欧布瓦、法莱斯、隆韦、武济耶。

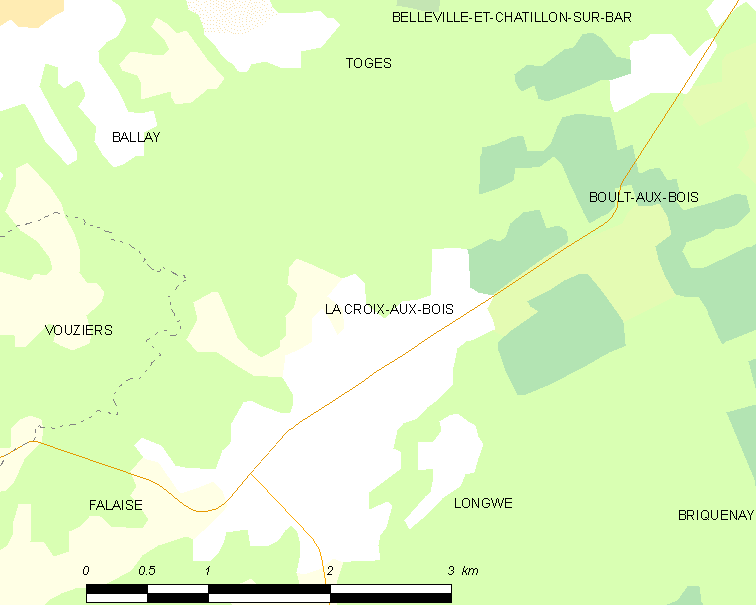
拉克鲁瓦欧布瓦的OSM定位图

拉克鲁瓦欧布瓦的时区为UTC+01:00、UTC+02:00（夏令时）。

## 行政
拉克鲁瓦欧布瓦的邮政编码为08400，INSEE市镇编码为08135。

## 政治
拉克鲁瓦欧布瓦所属的省级选区为武济耶县。

## 人口

1962-2008年间拉克鲁瓦欧布瓦人口变化图示

拉克鲁瓦欧布瓦于2022年1月1日时的人口数量为160人。